# Klubb Filips
Klubb Filips var en klubb på Regeringsgatan 27–29 i Stockholm som öppnade den 10 augusti 1967 i den lokal, där Hovkonditoriet Filips legat. Den stängde i januari 1968. Klubben drevs av Bill Öhrström och Janne "Loffe" Carlsson, och inriktningen var den psykedeliska undergroundscenen. Klubbens ledord var "icke-kommersiell musik i psykedelisk miljö" och lokalen präglades av stroboskop, ljusshower, film, rökelse, vegetarisk mat och experimentmusik i gränslandet mellan jazz, rock och elektronmusik. Husband på Filips var Hansson & Karlsson, Baby Grandmothers och Mecki Mark Men.
Klubbens höjdpunkt var när Jimi Hendrix var där och jammade tillsammans med Hansson & Karlsson i september 1967.